# Funke Digital TV
Funke Digital TV (ранее известная как «Funke Antennen») — голландский поставщик продуктов для цифрового телевидения, базирующийся в городе Бокстел. В настоящее время Funke Digital TV поставляет в основном телевизионные антенны для наружного, внутреннего, автомобильного и портативного использования в различные страны мира, включая как сами Нидерланды, так и Россию, Германию, Норвегию, Швецию, Финляндию, Данию, Великобританию, Ирландию, Бельгию, Австрию, Португалию, Испанию, Италию, Францию, Грецию и различные страны Африки.